# Antóninho Baptista Alves

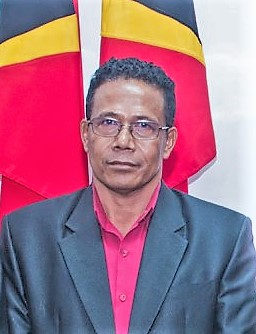
Antóninho Baptista Alves (2018)

Antóninho Baptista Alves (Kampfname Hamar) ist ein ehemaliger Widerstandskämpfer, Museumsdirektor und Politiker aus Osttimor.

## Werdegang
In seiner Jugend war Hamar Widerstandskämpfer gegen die Besatzung durch Indonesien. Von 1994 bis 1999 war er politischer Assistent im Kommando der Widerstandsregion IV. Hamar arbeitete als Kurier für den FALINTIL-Chef Nino Konis Santana.
Von Juli 2003 bis Dezember 2005 war er Vize-Koordinator der Kommission für Veteranenangelegenheiten. Seit 2006 ist Hamar Direktor des Archivs & Museums des timoresischen Widerstands (AMRT), in Nachfolge von José Agostinho Sequeira.
Von 2004 bis 2007 studierte Hamar an der Universidade da Paz (UNPAZ) Sozialwissenschaften.
Seit 2017 ist Hamar Generalsekretär der Partido Esperança da Pátria (PEP).